# Museo archeologico nazionale di Sarsina
Il Museo archeologico nazionale di Sarsina è un museo di Sarsina, che custodisce reperti di epoca romana. Si trova in un antico palazzo del centro storico, in via Cesio Sabino.
Dal dicembre 2014 il Ministero per i beni e le attività culturali lo gestisce tramite il Polo museale dell'Emilia-Romagna, nel dicembre 2019 divenuto Direzione regionale Musei.
Il museo è temporaneamente chiuso per lavori di riduzione della vulnerabilità sismica.

## Storia
Il museo fu istituito da Antonio Santarelli nel 1890, ed era principalmente costituito da antiche iscrizioni romane. Tra il 1927 ed il 1939 la collezione si accrebbe in seguito al ritrovamento di una necropoli romana in località di Pian di Bezzo, dove vennero alla luce vari reperti e monumenti funebri.
Nel 1957 il museo venne acquistato dallo Stato.
Negli anni ottanta il comune di Sarsina e la Soprintendenza archeologica di Bologna hanno ampliato e ristrutturato il museo, proponendo al visitatore una più ampia scelta dei reperti archeologici di origine romana.

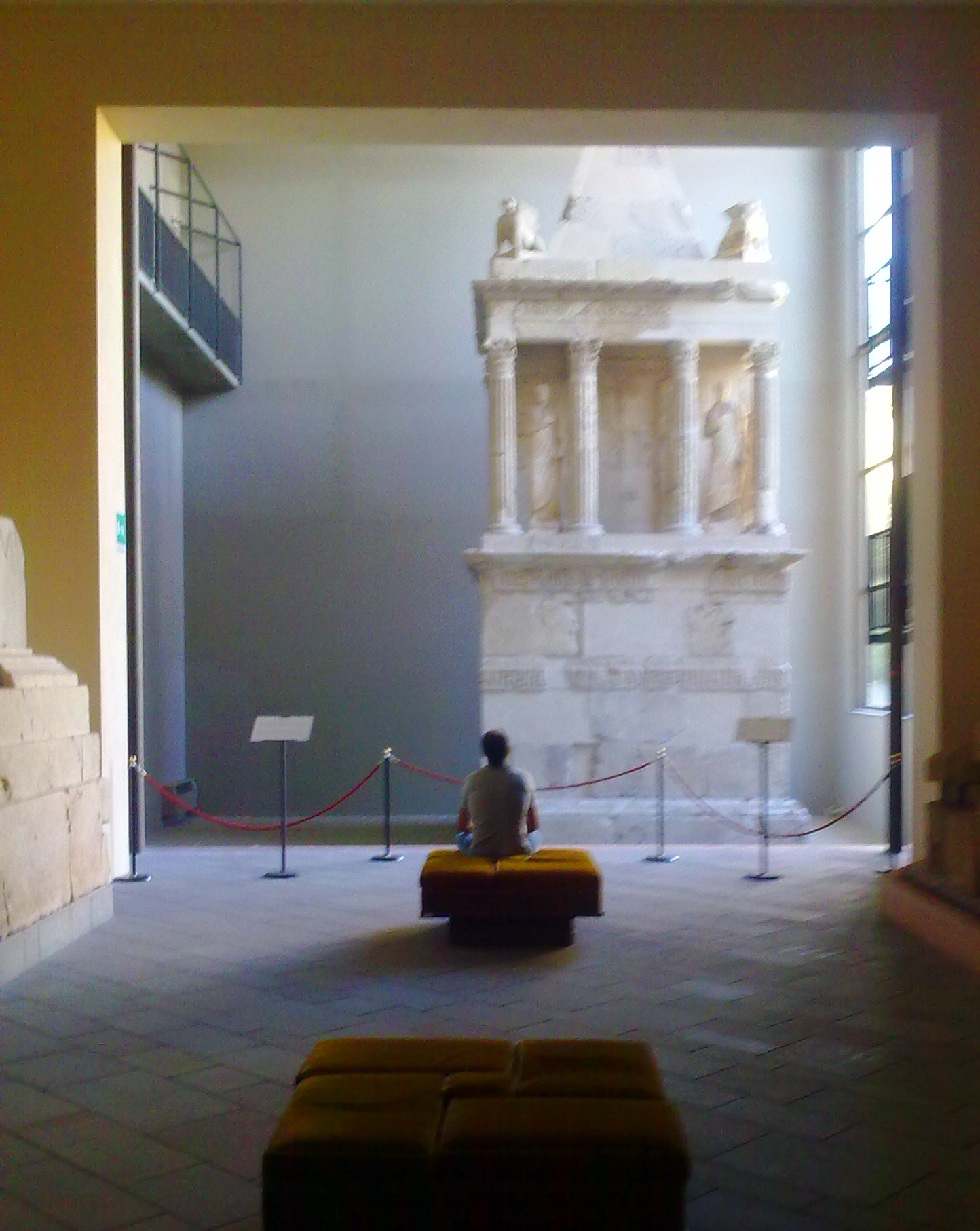
Mausoleo di Rufo

## Collezione
Il museo è situato in un edificio di due piani, al cui interno sono esposti oggetti che coprono un arco di tempo che va dalla preistoria alla tarda antichità, soprattutto reperti di epoca romana provenienti da Sarsina e da altri centri della valle del fiume Savio, come ad esempio Balneum, l'odierna Bagno di Romagna.

### Piano terra
Nelle sale I e II sono collocate iscrizioni di epoca romana. Altre iscrizioni sono presenti nella sala III, tra le quali la prescrizione di Orazio Balbo (I secolo a.C.) e il cippo funerario di Secunda (II secolo d.C.).
Nella sala IV sala sono esposti elementi architettonici, tra cui capitelli corinzi, e urbanistici, come i resti di antiche fognature, pietre inscritte, un mosaico pavimentale e il Monumento di Publio Verginio Peto (I secolo a.C.), una struttura di forma cubica larga circa 3.50 m.
Nella sala V sono presenti stele funerarie, sulla parete il Mosaico con trionfo di Dioniso (età repubblicana, 6,30 per 8,90 m), e il Mausoleo di Rufo, di forma quadrata, con lato di 4,62 m per una altezza di 13,35 m, edificato alla fine del I secolo a.C.

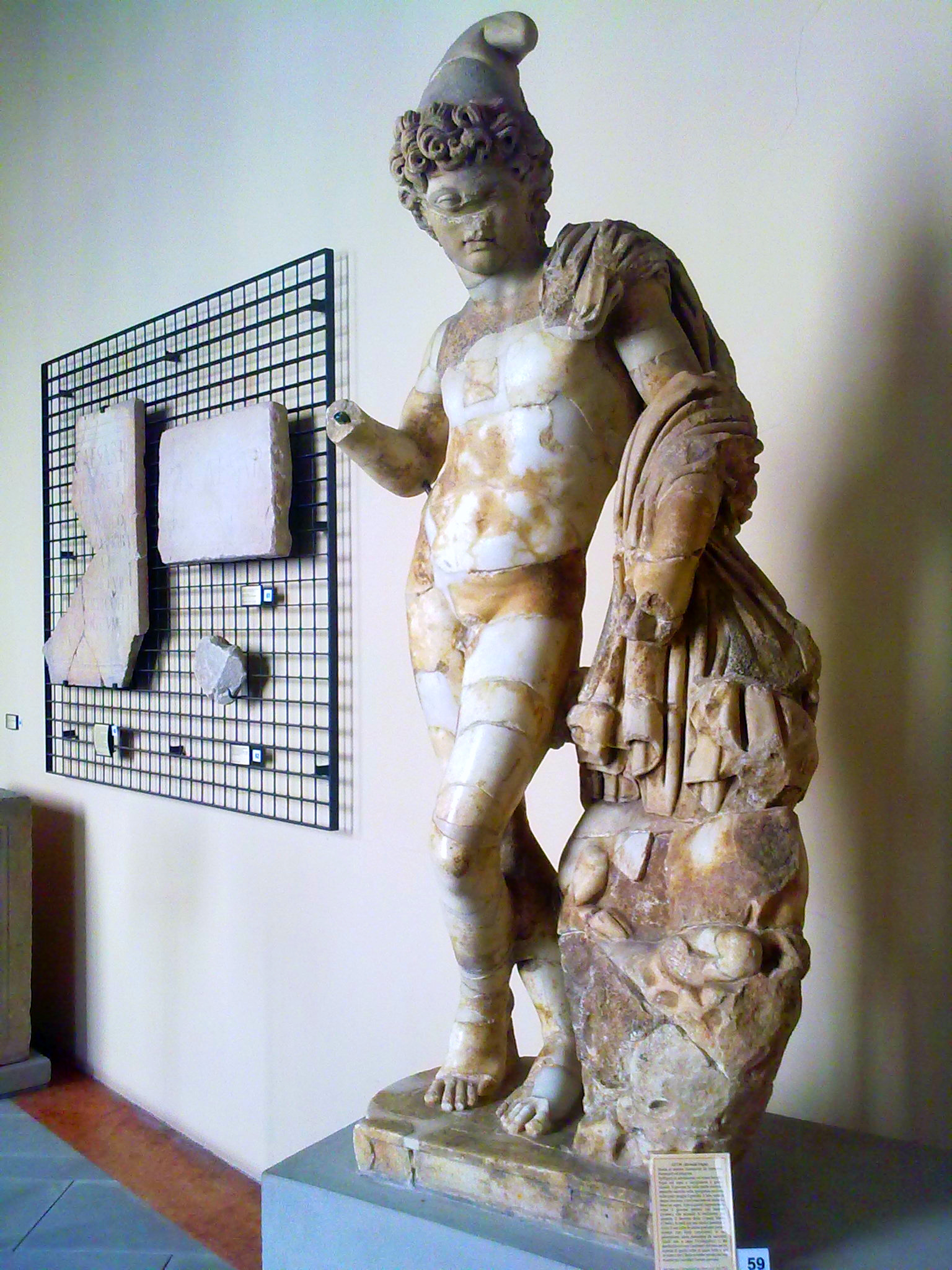
Statua di Attis

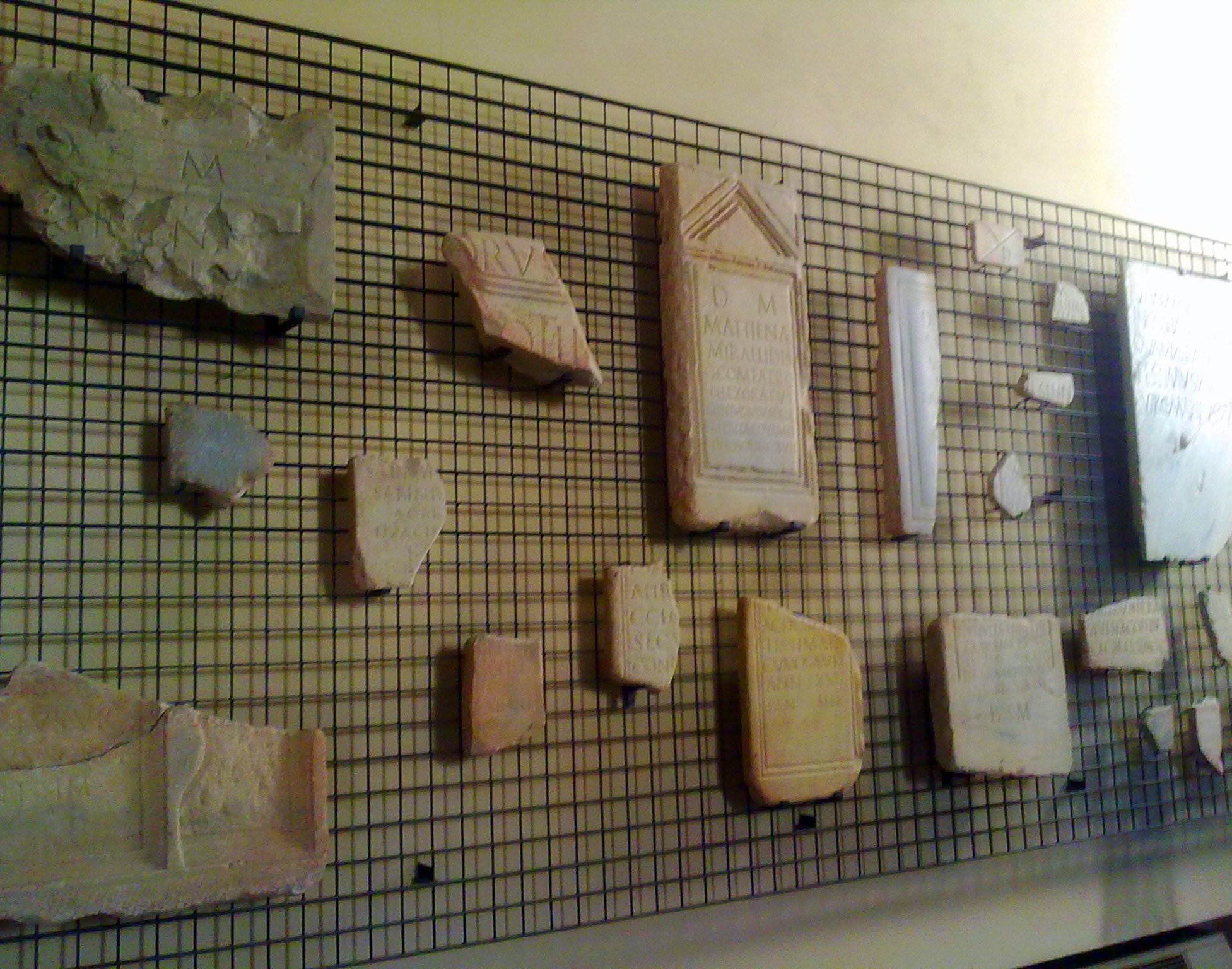
Antiche iscrizioni romane

Nelle sale VI e VII sono esposte statue in marmo legate al culto delle divinità orientali (Magna Mater, Serapide e Attis), iscrizioni civiche e capitelli.

### Primo piano
Nella sala A sono presentati strumenti utilizzati dalle popolazioni della valle del fiume Savio dal paleolitico alla protostoria; sono presenti oggetti sacri e una statuetta in bronzo raffigurante Ercole.
La sala B custodisce oggetti di vita quotidiana di età romana e corredi funerari provenienti dalla necropoli di Sarsina.
Nelle sale C e D sono esposti pavimenti musivi, materiali edilizi e tubi in piombo delle condutture idriche.
Nelle vetrine dalla sala E si trovano vasi in ceramica e in vetro, coppe, bicchieri e piatti. Sono presenti anche dei frammenti di statue. Vi è inoltre stata allestita la ricostruzione della Sala da pranzo (triclinium) della domus di via Finamore con il mosaico pavimentale con Ercole ebbro.
Al secondo piano sono ospitati i servizi e due sale per mostre temporanee.